# Duchy (film 2007)
Duchy (mac. Сенки / Senki) – film fabularny z 2007 roku produkcji macedońsko-niemiecko-włoskiej, w reżyserii Miłczo Manczewskiego.

## Fabuła
Dr Lazar Perkow prowadzi spokojne i dostatnie życie. Ma piękną żonę, syna, własny dom, pracuje jako lekarz w szpitalu. Wypadek samochodowy całkowicie zmienia jego życie. Spotyka dziwnych ludzi: starca z dzieckiem, staroświecko ubraną kobietę mówiącą dziwnym dialektem i piękną dziewczynę, która skrywa smutną tajemnicę. Perkow musi przemyśleć swoje życie i odpowiedzieć na pytania, które przynoszą ze sobą dziwni przybysze.
Film był prezentowany na 24 Warszawskim Festiwalu Filmowym (październik 2008).

## Obsada
- Borcze Naczew jako dr Lazar Perkow
- Wesna Stanojewska jako Menka
- Salaetin Bilal jako Gerasim
- Sabina Ajrula-Tozija jako dr Vera Perkova
- Ratka Radmanović jako Kalina
- Władimir Jaczew jako dr Sziszkin
- Filareta Zdravković jako Gordana
- Dime Iliew jako Ignjat Perkow
- Petar Mirczewski jako Błagojcze
- Ilko Stefanowski jako dr Karpuzowski
- Gocze Wlachow jako prof. Kokale
- Ana Kostowska jako Radmiła

## Nagrody i wyróżnienia
Ryan Shore jako twórca muzyki do filmu został uhonorowany w 2008 główną nagrodą na Międzynarodowym Festiwalu Muzyki Filmowej w Park City. Film został zgłoszony jako macedoński kandydat do Oscara za najlepszy film nieanglojęzyczny., ale ostatecznie nie otrzymał nominacji.